# Cheilotrichia tytthos
Cheilotrichia tytthos är en tvåvingeart som beskrevs av Alexander 1957. Cheilotrichia tytthos ingår i släktet Cheilotrichia och familjen småharkrankar. Inga underarter finns listade i Catalogue of Life.